# George Arthur Smith
George Arthur Smith (Londra, 15 febbraio 1889 – Argonne, 15 maggio 1917) è stato un calciatore, allenatore di calcio e militare inglese.

## Biografia
Londinese di Gray's Inn Lane, nacque nel 1889, come testimoniato dal certificato di nascita; alcuni suoi documenti italiani riportavano, però, la data 1890. Era figlio di Arthur Charles, un doratore, e di Maria Barrett.
Giocò a calcio in Inghilterra e in Italia per alcuni anni, voluto da William Garbutt al Genoa; dopo aver vissuto per due anni ad Alessandria, tornò in Inghilterra nel 1915, per combattere con l'esercito britannico nella Grande Guerra.
Perì in battaglia; recenti ricerche indicano che la sua morte è avvenuta nel 1917, a 28 anni, nelle Argonne, in Francia, col 18th Battalion.

## Carriera

### Calciatore
Dalle fonti non risulta chiaro lo snodarsi della sua carriera di calciatore. Giocò nel Crystal Palace, secondo alcune fonti per una stagione (1907-1908), dopo aver già militato nel Southampton e prima di vestire la maglia del King's Lynn.
Al 1909 risale una presunta prima esperienza in Italia, al Genoa, conclusasi certamente con il ritorno in Inghilterra. Nel 1911-1912 milita nell'Ilford, per poi giungere a Genova assieme all'allenatore Garbutt. Con la società rossoblù raggiunse nella stagione 1912-1913 il secondo posto nella classifica finale, alle spalle dei campioni della Pro Vercelli.

### Allenatore: la «scuola alessandrina»
Nel 1913 fu ingaggiato come allenatore-giocatore dai piemontesi dell'Alessandria, società di recente fondazione e neopromossa in Prima Categoria.
Nelle due stagioni alla guida della squadra cinerina, Smith applicò un metodo di lavoro che vantava elementi ancora inediti per il calcio italiano, come allenamenti mirati, gioco corale e attenzione per il vivaio, che confluirono nel concetto di «scuola alessandrina». A lui è attribuito il merito dell'esplosione di talenti quali Adolfo Baloncieri e Carlo Carcano.
L'Alessandria di Smith ottenne buoni risultati, piazzandosi al quinto posto nella stagione 1913-1914; l'opera dell'allenatore londinese fu interrotta dal ritorno in patria, successivo allo scoppio della prima guerra mondiale.